# Dexter Holland
Bryan Keith "Dexter" Holland (født 29. december 1965 i Garden Grove, Californien) er en amerikansk musiker. Han er forsangeren, rytme guitarist og primære sangskriver til det Californiske punk-rock band The Offspring.
Holland startede sammen med sin high school kammerat Greg Kriesel punk bandet Manic Subsidal i 1984, der senere skiftede navn til The Offspring. Bandet har solgt over 45 millioner album på verdensplan, hvilket har gjort dem til et af de bedst sælgende punk-rock band gennem tiderne.

## Personlige liv
Holland var afgangselev fra Pacifica High School i Garden Grove, og var Ph.d. kandidat i molekylærbiologi ved University of Southern California; men han opgav sin Ph.d. til fordel for at fokusere på sit band The Offspring. Han har også en bachelorgrad i biologi og en kandidatgrad i molekylærbiologi — begge fra University of Southern California.
Han har en datter, Alexa Holland (1986), der går under kunstnernavnet Lex Land og som er singer-songwriter.
Holland har flyvecertifikat til mindre privatfly.
Holland har sit eget chilisaucemærke — Gringo Bandito.

## Musikudstyr
Alle Hollands guitarer er af mærket Ibanez RG og er lavet af mahogni samt forsynet med DiMarzio Super Distortion bridge pickups. Ved The Offsprings seneste indspilninger, brugte Holland en klassisk Gibson guitar.

## Diskografi

### The Offspring
- The Offspring (1989)
- Ignition (1992)
- Smash (1994)
- Ixnay on the Hombre (1997)
- Americana (1998)
- Conspiracy of One (2000)
- Splinter (2003)
- Rise and Fall, Rage and Grace (2008)
- Days Go By (2012)

### Gæsteoptrædener
- The Vandals – Hitler Bad, Vandals Good (1998) (medskriver på "Too Much Drama")
- AFI – Black Sails in the Sunset (1999) ("Clove Smoke Catharsis" og "The Prayer Position")
- The Aquabats – Look What I Almost Stepped In... (2000) (medskriver på "Jackass")
- Dwarves – The Dwarves Must Die (2004) ("Salt Lake City" og "Massacre")
- Ron Emory – Walk That Walk (2010) (støttevokal på "I'm Not Alone")
- Dwarves – The Dwarves Are Born Again (2011) ("Looking Out for Number One" og "Happy Birthday Suicide")